# فهرست سازمان‌های اطلاعاتی

## اوکراین
- سرویس امنیت اوکراین(SBU)

## آلبانی
- سرویس امنیتی داخلی (SHISH)
- سرویس اطلاعات ارتش (SHIU)

## الجزایر
- دایره اطلاعات و امنیت (DRS)

## آرژانتین
- اداره ملی جرایم اطلاعاتی (DNIC)

## ارمنستان
- سرویس امنیت ملی ارمنستان

## استرالیا
- اداره سیگنال‌های استرالیا

## اتریش
- وزارت دفاع فدرال اتریش

## روسیه
- سرویس امنیت فدرال روسیه (FSB)
- سرویس اطلاعات خارجی (SVR)
- سرویس حفاظت فدرال (FSO)
- اداره کل اطلاعات ستاد کل نیروهای مسلح فدراسیون روسیه (G.U)
- اداره اطلاعات و امنیت اتحاد جماهیر شوروی (KGB)

## ایران
1-   وزارت اطلاعات جمهوری اسلامی (واجا)     
2-   سازمان حراست کل (زیرمجموعه و وابسته به وزارت اطلاعات) اداره‌ها، دانشگاهها، بانکها
3-   سازمان اطلاعات سپاه پاسداران انقلاب اسلامی (ساس)    
4-   سازمان اطلاعات فراجا نیروی انتظامی (پلیس اطلاعات و امنیت - پاوا) 
5-   سازمان حفاظت اطلاعات نیروهای مسلح  ارتش، سپاه، فراجا (ساحفا)  
6-   مرکز حفاظت و اطلاعات قوه‌قضاییه دادگستری، زندانها، بازرسی (حفاقوه)
قبل از انقلاب:
1- سازمان اطلاعات و امنیت کشور (ساواک)

## بریتانیا
- ام‌آی۵
- ام‌آی۶
- ستاد ارتباطات دولت
- اداره کل امنی ت و مقابله با تروریسم

## اسرائیل-
- 1-   شاباک (shabak) = شین‌بت (shinbet): سازمان اطلاعات و امنیت داخلی

- 2-   موساد (mossad): سازمان اطلاعات و امنیت خارجی
- 3-   آمان (aman): سازمان اطلاعات نظامی ارتش

## ترکیه
- سازمان اطلاعات و امنیت ملی (MIT)

## جمهوری چک
- سازمان اطلاعاتی و روابط خارجی (ÚZSI)
- سازمان اطلاعات نظامی (جمهوری چک)

## پاکستان
- سازمان اطلاعات نظامی پاکستان (ISI)

## چین
- وزارت امنیت کشور
- وزارت امنیت عمومی
- دفتر حفاظت از امنیت ملی دولت مرکزی خلق در منطقه اداری ویژه هنگ کنگ(CPGNSO)
- اداره ارتباطات اداره کل سیاسی(PWD/LB)
- اداره دوم ارتش آزادیبخش خلق(2PLA)
- اداره سوم ارتش آزادیبخش خلق(3PLA)
- اداره چهارم ارتش آزادیبخش خلق(4PLA)
- نیروی پشتیبانی اطلاعاتی ارتش آزادیبخش خلق
- اداره مرکزی امور اجتماعی(CDSA)

## آلمان
- سرویس جاسوسی فدرال(BND)
- سرویس اطلاعات فدرال (BND)
- دفتر اطلاعاتی صدر اعظم
- وزارت فدرال کشور (BMI)
- دفتر فدرال محافظت از قانون اساسی (BFV)
- نیروی دفاعی فدرال
- سرویس نظامی ضداطلاعات (MAD)

## جمهوری آذربایجان
- سرویس امنیت دولتی جمهوری آذربایجان
- سرویس اطلاعات خارجی جمهوری آذربایجان

## فرانسه
- هیئت مدیره فرانسه عمومی برای امنیت خارجی(DGSE)

## برزیل
- اداره اطلاعات برزیل(ABIN)

## دانمارک
- دفاع اطلاعات(FE)

## هند
- سازمان تحقیق و تحلیل بال (RAW)
- اطلاعات دفتر(IB)

## سوئد
- سرویس اطلاعاتی و امنیتی ارتش سوئد (MUST) – Militära underrättelse- och säkerhetstjänsten
  - Office for Special Acquisition (KSI) – Kontoret för särskild inhämtning
  - Intelligence Office (UNDK) – Underrättelsekontoret
  - Security Office (SÄKK) – Säkerhetskontoret
- سازمان رادیوی دفاع ملی (FRA) – Försvarets Radioanstalt
- سرویس امنیتی سوئد (Säpo) – Säkerhetspolisen

## سوئیس
- سازمان اطلاعات سوئیس(NDB)

## پرتغال
- دفاع اطلاعات استراتژیک(SIED)

## قطر
- قطر امن الدوله

## کره شمالی
- سازمان امنیتی دولتی(SSD)

## کره جنوبی
- سرویس اطلاعات ملی(POCR)

## کانادا
- خدمات امنیت اطلاعات کانادا(SOA)

## ژاپن
- خدمات پلیس ژاپن(NPA)

## ایالات متحده آمریکا
- مدیریت اطلاعات ملی (DNI)
- سازمان اطلاعات مرکزی (CIA)
- پلیس فدرال مرکزی (FBI)
- آژانس اطلاعات دفاعی (DIA)
- آژانس امنیت ملی (NSA)
- آژانس ملی اطلاعات مکانی (NGA)
- دفتر اطلاعات نیروی دریایی (ONI)
- دفتر ملی شناسایی (NRO)
- اطلاعات و ضداطلاعات نیروی فضایی (DEL 7)
- واحد اطلاعات و ضداطلاعات تفنگداران دریایی (MCIA)
- فرماندهی اطلاعات و امنیت نیروی زمینی (INSCOM)
- اطلاعات و ضداطلاعات گارد ساحلی (CGI)
- اداره تروریسم و اطلاعات مالی وزارت خزانه داری (TIF)
- اداره اطلاعات و تحقیقات وزارت کشور (INR)
- اداره اطلاعات و تحلیل وزارت امنیت میهن (I & A)
- دفتر اطلاعات امنیت ملی اداره مبارزه با مواد مخدر (ONSI)
- اداره اطلاعات و ضداطلاعات وزارت انرژی (OICI)
- نیروی هوایی شانزدهم (16AF)